# Ермаково (Вологодский район)
Ермаково — посёлок в Вологодском районе Вологодской области на реке Шолда-2.
Входит в состав Лесковского сельского поселения, с точки зрения административно-территориального деления — в Лесковский сельсовет.

## География
Расстояние по автодороге до районного центра Вологды — 21 км, до центра муниципального образования Лесково — 6 км. Ближайшие населённые пункты — Дорково, Спирино, Скорбежево, Смольево, Прокунино, Макарово, Кубаево.

## Население
По переписи 2002 года население — 1517 человек (690 мужчин, 827 женщин). Преобладающая национальность — русские (98 %).

## Русская православная церковь
- Храм в честь иконы Божией Матери «Семистрельная»[4]